# UEFA Europa League 2022-2023
UEFA Europa League 2022–2023 a fost cel de-al 52-lea sezon a celei de-a doua competiții fotbalistice intercluburi ca valoare din Europa, și a 14-a ediție de la redenumirea ei din Cupa UEFA în UEFA Europa League.
Sevilla a învins-o pe Roma în finala disputată pe Puskás Aréna din Budapesta, Ungaria, 4–1 la penalty-uri, după 1–1 în 120 de minute, câștigând competiția pentru a șaptea oară, extinzându-și propriul record. Budapesta a fost programată inițial să găzduiască meciul final al UEFA Europa League 2021-2022, dar mai multe gazde au fost mutate din cauza întârzierii și relocării finalei din 2020 din cauza pandemiei de COVID-19.
Câștigătoarea turneului, Sevilla, s-a calificat automat în faza grupelor Ligii Campionilor 2023–2024 și a câștigat, de asemenea, dreptul de a juca împotriva câștigătoarei Ligii Campionilor UEFA 2022–23, Manchester City, în Supercupa Europei 2023.
În calitate de deținătoare al trofeului, Eintracht Frankfurt s-a calificat în Liga Campionilor 2022-2023. Ea nu a putut să-și apere titlul după ce a trecut în faza eliminatorie a competiției.

## Locurile alocate pentru fiecare asociație
Un total de 58 de echipe de la 31 între 36 dintre cele 55 de asociații membre UEFA sunt așteptate să participe în UEFA Europa League 2022-2023. Dintre acestea, 15 asociații au echipe care se califică direct în Europa League, în timp ce pentru celelalte 40 de asociații care nu au nicio echipă care se califică direct, între 15 și 20 dintre ele pot avea echipe care joacă după ce au fost transferate din Liga Campionilor (singurele asociații membre care nu pot avea un participant sunt Rusia, fiind exclusă din toate competițiile UEFA, și Liechtenstein, care nu își organizează o ligă națională și își poate înscrie doar câștigătoarea cupei în Europa Conference League, având în vedere clasamentul asociației ei). Clasamentul asociațiilor pe baza coeficienților de țară UEFA este utilizat pentru a determina numărul de echipe participante pentru fiecare asociație:
- Deținătoarei trofeului UEFA Europa Conference League i se va oferi o intrare în Europa League (dacă nu se califică în faza grupelor Ligii Campionilor).
- Asociațiile 1–5 au fiecare câte două echipe calificate.
- Asociațiile 6–7 și 9–15 au fiecare câte o echipă calificată.
- 37 de echipe eliminate din Liga Campionilor 2022-2023 sunt transferate în Europa League.

## Calendar
Programul competiției este după cum urmează. Meciurile sunt programate joia (în afară de finală, care are loc miercuri), deși, în mod excepțional, pot avea loc marți sau miercuri din cauza conflictelor de programare. Orele programate de start, începând cu faza grupelor sunt 19:45 Ora României; și 22:00 ora României, deși în mod excepțional au putut avea loc și la 17:30 din motive geografice.
Tragerile la sorți pentru rundele de calificare vor avea loc la sediul UEFA din Nyon, Elveția. Tragerea la sorți pentru faza grupelor va avea loc în Istanbul, Turcia.
| Faza              | Runda                        | Data tragerii la sorți | Manșa tur                              | Manșa retur                            |
| ----------------- | ---------------------------- | ---------------------- | -------------------------------------- | -------------------------------------- |
| Calificări        | Al treilea tur de calificare | 18 iulie 2022          | 4 august 2022                          | 11 august 2022                         |
| Calificări        | Runda play-off               | 1 august 2022          | 18 august 2022                         | 25 august 2022                         |
| Faza grupelor     | Meciul 1                     | 26 august 2022         | 8 septembrie 2022                      | 8 septembrie 2022                      |
| Faza grupelor     | Meciul 2                     | 26 august 2022         | 15 septembrie 2022                     | 15 septembrie 2022                     |
| Faza grupelor     | Meciul 3                     | 26 august 2022         | 6 octombrie 2022                       | 6 octombrie 2022                       |
| Faza grupelor     | Meciul 4                     | 26 august 2022         | 13 octombrie 2022                      | 13 octombrie 2022                      |
| Faza grupelor     | Meciul 5                     | 26 august 2022         | 27 octombrie 2022                      | 27 octombrie 2022                      |
| Faza grupelor     | Meciul 6                     | 26 august 2022         | 3 noiembrie 2022                       | 3 noiembrie 2022                       |
| Faza eliminatorie | Play-off eliminatoriu        | 7 noiembrie 2022       | 16 februarie 2023                      | 23 februarie 2023                      |
| Faza eliminatorie | Optimi de finală             | 24 februarie 2023      | 9 martie 2023                          | 16 martie 2023                         |
| Faza eliminatorie | Sferturi de finală           | 17 martie 2023         | 13 aprilie 2023                        | 20 aprilie 2023                        |
| Faza eliminatorie | Semifinale                   | 17 martie 2023         | 11 mai 2023                            | 18 mai 2023                            |
| Faza eliminatorie | Finala                       | 17 martie 2023         | 31 mai 2023 pe Puskás Aréna, Budapesta | 31 mai 2023 pe Puskás Aréna, Budapesta |

## Calificări

### Al treilea tur de calificare
Tragerea la sorți pentru cel de-al treilea tur de calificare a avut loc pe 18 iulie 2022, ora 14:00 ora României. Un total de 16 echipe au jucat în cel de-al treilea tur de calificare. Acestea au fost împărțite în două rute:
- Ruta Campionilor (10 echipe): 10 învinși ai celui de-al treilea tur de calificare din Liga Campionilor 2021-2022 (Ruta Campionilor), a căror identitate nu a fost cunoscută la momentul extragerii. Echipele nu au fost grupate după capii de serie.
- Ruta Principală (4 echipe): Echipele au fost grupate după cum urmează:
  - Capi de serie: 2 echipe care au intrat în această rundă.
  - Non-capi de serie: 2 învinși ai celui de-al doilea tur de calificare din Liga Campionilor 2021-2022 (Ruta Non-campionilor), a căror identitate nu a fost cunoscută la momentul extragerii.

Manșele tur s-au disputat pe 4 august, iar cele retur pe 11 august 2022. Câștigătorii au trecut în play-off, pe rutele lor respective. Pierzătorii campioni au fost transferați în runda play-off a Europa Conference League, pe Ruta Campionilor, iar non-campionii pe Ruta Principală.
| Echipa 1        | Scor gen.          | Echipa 2          | Tur   | Retur      |
| --------------- | ------------------ | ----------------- | ----- | ---------- |
| Malmö           | 5 – 2              | F91 Dudelange     | 3 – 0 | 2 – 2      |
| Shamrock Rovers | 5 – 2              | Shkupi            | 3 – 1 | 2 – 1      |
| Linfield FC     | 0 – 5              | Zürich            | 0 – 2 | 0 – 3      |
| Olympiacos      | 2 – 2 (4 – 3 l.d.) | Slovan Bratislava | 1 – 1 | 1 – 1 d.p. |
| Maribor         | 0 – 3              | HJK               | 0 – 2 | 0 – 1      |

| Echipa 1    | Scor gen. | Echipa 2 | Tur   | Retur |
| ----------- | --------- | -------- | ----- | ----- |
| AEK Larnaca | 4 – 3     | Partizan | 2 – 1 | 2 – 2 |
| Fenerbahçe  | 4 – 1     | Slovácko | 3 – 0 | 1 – 1 |

### Runda play-off
Tragerea la sorți pentru runda play-off a avut loc pe 2 august 2022, ora 14:00 ora României. Un total de 20 de echipe au jucat în runda play-off. Acestea au fost împărțite în patru „grupe prioritare”:
- Prioritatea 1: 7 echipe care au intrat în această rundă.
- Prioritatea 2: 6 învinși ai celui de-al treilea tur de calificare din Liga Campionilor 2022-2023 (Ruta Campionilor), a căror identitate nu a fost cunoscută la momentul extragerii.
- Prioritatea 3: 5 câștigători ai celui de-al treilea tur de calificare (Ruta Campionilor), a căror identitate nu a fost cunoscută la momentul extragerii.
- Prioritatea 4: 2 câștigători ai celui de-al treilea tur de calificare (Ruta Non-campionilor), a căror identitate nu a fost cunoscută la momentul extragerii.

Procedura tragerii a fost următoarea:
1. Cele două echipe de prioritate 4 au fost extrase împotriva echipelor de prioritate 1 pentru a produce două meciuri.
2. Cele cinci echipe de prioritate 3 au fost extrase împotriva echipelor rămase de prioritate 1 pentru a produce cinci meciuri.
3. Cele șase echipe de prioritate 2 au fost extrase una împotriva celeilalte pentru a produce trei meciuri.

Echipele din aceeași asociație nu au putut fi extrase una împotriva celeilalte. Prima echipă extrasă în fiecare meci a fost echipa gazdă a manșei tur.
Manșele tur s-au disputat pe 18 august, iar cele retur pe 25 august 2022. Câștigătorii au trecut în faza grupelor. Pierzătorii au fost transferați în faza grupelor Europa Conference League.
| Echipa 1          | Scor gen.          | Echipa 2         | Tur   | Retur      |
| ----------------- | ------------------ | ---------------- | ----- | ---------- |
| SC Dnipro-1       | 1 – 5              | AEK Larnaca      | 1 – 2 | 0 – 3      |
| Gent              | 0 – 4              | Omonia           | 0 – 2 | 0 – 2      |
| Austria Viena     | 1 – 6              | Fenerbahçe       | 0 – 2 | 1 – 4      |
| Zürich            | 3 – 1              | Hearts           | 2 – 1 | 1 – 0      |
| HJK               | 2 – 1              | Silkeborg        | 1 – 0 | 1 – 1      |
| Malmö             | 5 – 1              | Sivasspor        | 3 – 1 | 2 – 0      |
| Ferencváros       | 4 – 1              | Shamrock Rovers  | 4 – 0 | 0 – 1      |
| Apollon           | 2 – 2 (1 – 3 l.d.) | Olympiacos       | 1 – 1 | 1 – 1 d.p. |
| Pyunik Erevan     | 0 – 0 (2 – 3 l.d.) | Sheriff Tiraspol | 0 – 0 | 0 – 0 d.p. |
| Ludogoreț Razgrad | 4 – 3              | Žalgiris Vilnius | 1 – 0 | 3 – 3 d.p. |

## Faza grupelor
Tragerea la sorți pentru faza grupelor a avut loc pe 26 august 2022, ora 11:00 ora României, în Istanbul, Turcia. Cele 32 de echipe au fost împărțite în opt grupe, de câte patru echipe, echipele din aceeași țară neputând fi extrase în aceeași grupă. Pentru extragere, echipele au fost împărțite în patru urne pe baza coeficientului de club UEFA. Mai jos se află echipele participante în faza grupelor (cu coeficientul de club UEFA din 2022), grupate după urnele lor aferente. Acestea au fost:
| Urna 1 - Roma CC: 100.000 - Manchester United CC: 105.000 - Arsenal CC: 80.000 - Lazio CC: 53.000 - Braga CC: 46.000 - Steaua Roșie Belgrad CC: 46.000 - Dinamo Kiev CC: 44.000 - Olympiacos CC: 41.000 | Urna 2 - Feyenoord CC: 40.000 - PSV Eindhoven CC: 33.000 - Rennes CC: 33.000 - Monaco CC: 26.000 - Real Sociedad CC: 26.000 - Qarabağ CC: 25.000 - Malmö FF CC: 23.500 - Ludogoreț Razgrad CC: 23.000 | Urna 3 - Sheriff Tiraspol CC: 22.500 - Real Betis CC: 21.000 - Midtjylland CC: 19.000 - Bodø/Glimt CC: 17.000 - Ferencváros CC: 15.500 - Union Berlin CC: 15.042 - SC Freiburg CC: 15.042 - Fenerbahçe CC: 14.500 | Urna 4 - Nantes CC: 12.016 - HJK CC: 8.500 - Sturm Graz CC: 7.770 - AEK Larnaca CC: 7.500 - Omonia CC: 7.000 - Zürich CC: 7.000 - Union Saint-Gilloise CC: 6.120 - Trabzonspor CC: 5.500 |

### Grupa A
| Loc | Echipă     | Pct. | MJ | V | E | Î | GM | GP | DG  |  | ARS | PSV | BOD | ZUR |
| --- | ---------- | ---- | -- | - | - | - | -- | -- | --- |  | --- | --- | --- | --- |
| 1. | Arsenal    | 15   | 6  | 5 | 0 | 1 | 8  | 3  | +5  |  | —   | 1–0 | 3–0 | 1–0 |
| 2. | PSV        | 13   | 6  | 4 | 1 | 1 | 15 | 4  | +11 |  | 2–0 | —   | 1–1 | 5–0 |
| 3. | Bodø/Glimt | 4    | 6  | 1 | 1 | 4 | 5  | 10 | −5  |  | 0–1 | 1–2 | —   | 2–1 |
| 4. | Zürich     | 3    | 6  | 1 | 0 | 5 | 5  | 16 | −11 |  | 1–2 | 1–5 | 2–1 | —   |
| Legendă: Locul 1: Calificare în optimi Locul 2: Calificare în play-off-ul eliminatoriu Locul 3: Transferată în Europa Conference League |            |      |    |   |   |   |    |    |     |  |     |     |     |     |

### Grupa B
| Loc | Echipă      | Pct. | MJ | V | E | Î | GM | GP | DG |  | FEN | REN | AKL | DKV |
| --- | ----------- | ---- | -- | - | - | - | -- | -- | -- |  | --- | --- | --- | --- |
| 1. | Fenerbahçe  | 14   | 6  | 4 | 2 | 0 | 13 | 7  | +6 |  | —   | 3–3 | 2–0 | 2–1 |
| 2. | Rennes      | 12   | 6  | 3 | 3 | 0 | 11 | 8  | +3 |  | 2–2 | —   | 1–1 | 2–1 |
| 3. | AEK Larnaca | 5    | 6  | 1 | 2 | 3 | 7  | 10 | −3 |  | 1–2 | 1–2 | —   | 3–3 |
| 4. | Dinamo Kiev | 1    | 6  | 0 | 1 | 5 | 5  | 11 | −6 |  | 0–2 | 0–1 | 0–1 | —   |
| Legendă: Locul 1: Calificare în optimi Locul 2: Calificare în play-off-ul eliminatoriu Locul 3: Transferată în Europa Conference League |             |      |    |   |   |   |    |    |    |  |     |     |     |     |

### Grupa C
| Loc | Echipă            | Pct. | MJ | V | E | Î | GM | GP | DG  |  | BET | ROM | LUD | HJK |
| --- | ----------------- | ---- | -- | - | - | - | -- | -- | --- |  | --- | --- | --- | --- |
| 1. | Betis             | 16   | 6  | 5 | 1 | 0 | 12 | 4  | +8  |  | —   | 1–1 | 3–2 | 3–0 |
| 2. | Roma              | 10   | 6  | 3 | 1 | 2 | 11 | 7  | +4  |  | 1–2 | —   | 3–1 | 3–0 |
| 3. | Ludogoreț Razgrad | 7    | 6  | 2 | 1 | 3 | 8  | 9  | −1  |  | 0–1 | 2–1 | —   | 2–0 |
| 4. | HJK               | 1    | 6  | 0 | 1 | 5 | 2  | 13 | −11 |  | 0–2 | 1–2 | 1–1 | —   |
| Legendă: Locul 1: Calificare în optimi Locul 2: Calificare în play-off-ul eliminatoriu Locul 3: Transferată în Europa Conference League |                   |      |    |   |   |   |    |    |     |  |     |     |     |     |

### Grupa D
| Loc | Echipă       | Pct. | MJ | V | E | Î | GM | GP | DG |  | USG | UNI | BRA | MAL |
| --- | ------------ | ---- | -- | - | - | - | -- | -- | -- |  | --- | --- | --- | --- |
| 1. | Union SG     | 13   | 6  | 4 | 1 | 1 | 11 | 7  | +4 |  | —   | 0–1 | 3–3 | 3–2 |
| 2. | Union Berlin | 12   | 6  | 4 | 0 | 2 | 4  | 2  | +2 |  | 0–1 | —   | 1–0 | 1–0 |
| 3. | Braga        | 10   | 6  | 3 | 1 | 2 | 9  | 7  | +2 |  | 1–2 | 1–0 | —   | 2–1 |
| 4. | Malmö        | 0    | 6  | 0 | 0 | 6 | 3  | 11 | −8 |  | 0–2 | 0–1 | 0–2 | —   |
| Legendă: Locul 1: Calificare în optimi Locul 2: Calificare în play-off-ul eliminatoriu Locul 3: Transferată în Europa Conference League |              |      |    |   |   |   |    |    |    |  |     |     |     |     |

### Grupa E
| Loc | Echipă            | Pct. | MJ | V | E | Î | GM | GP | DG |  | RSO | MUN | SHE | OMO |
| --- | ----------------- | ---- | -- | - | - | - | -- | -- | -- |  | --- | --- | --- | --- |
| 1. | Real Sociedad     | 15   | 5  | 5 | 0 | 0 | 10 | 2  | +8 |  | —   | 0–1 | 3–0 | 2–1 |
| 2. | Manchester United | 15   | 6  | 5 | 0 | 1 | 10 | 3  | +7 |  | 0–1 | —   | 3–0 | 1–0 |
| 3. | Sheriff Tiraspol  | 6    | 6  | 2 | 0 | 4 | 4  | 10 | −6 |  | 0–2 | 0–2 | —   | 1–0 |
| 4. | Omonia            | 0    | 6  | 0 | 0 | 6 | 3  | 12 | −9 |  | 0–2 | 2–3 | 0–3 | —   |
| Legendă: Locul 1: Calificare în optimi Locul 2: Calificare în play-off-ul eliminatoriu Locul 3: Transferată în Europa Conference League |                   |      |    |   |   |   |    |    |    |  |     |     |     |     |

1. 1 2  Real Sociedad în față datorită diferenței de goluri mai mare: RSO +8; MUN +7

### Grupa F
| Loc | Echipă      | Pct. | MJ | V | E | Î | GM | GP | DG |  | FEY | MID | LAZ | STU |
| --- | ----------- | ---- | -- | - | - | - | -- | -- | -- |  | --- | --- | --- | --- |
| 1. | Feyenoord   | 8    | 6  | 2 | 2 | 2 | 13 | 9  | +4 |  | —   | 2–2 | 1–0 | 6–0 |
| 2. | Midtjylland | 8    | 6  | 2 | 2 | 2 | 12 | 8  | +4 |  | 2–2 | —   | 5–1 | 2–0 |
| 3. | Lazio       | 8    | 6  | 2 | 2 | 2 | 9  | 11 | −2 |  | 4–2 | 2–1 | —   | 2–2 |
| 4. | Sturm Graz  | 8    | 6  | 2 | 2 | 2 | 4  | 10 | −6 |  | 1–0 | 1–0 | 0–0 | —   |
| Legendă: Locul 1: Calificare în optimi Locul 2: Calificare în play-off-ul eliminatoriu Locul 3: Transferată în Europa Conference League |             |      |    |   |   |   |    |    |    |  |     |     |     |     |

1. 1 2 3 4  Departajarea s-a făcut la diferența de goluri. Feyenoord peste Midtjylland datorită numărului mai mare de goluri marcate: FEY 13; MID 12

### Grupa G
| Loc | Echipă     | Pct. | MJ | V | E | Î | GM | GP | DG  |  | FRE | NAN | QAR | OLY |
| --- | ---------- | ---- | -- | - | - | - | -- | -- | --- |  | --- | --- | --- | --- |
| 1. | Freiburg   | 14   | 6  | 4 | 2 | 0 | 13 | 3  | +10 |  | —   | 2–0 | 2–1 | 1–1 |
| 2. | Nantes     | 9    | 6  | 3 | 0 | 3 | 6  | 11 | −5  |  | 0–4 | —   | 2–1 | 2–1 |
| 3. | Qarabağ    | 8    | 6  | 2 | 2 | 2 | 9  | 5  | +4  |  | 1–1 | 3–0 | —   | 0–0 |
| 4. | Olympiacos | 2    | 6  | 0 | 2 | 4 | 2  | 11 | −9  |  | 0–3 | 0–2 | 0–3 | —   |
| Legendă: Locul 1: Calificare în optimi Locul 2: Calificare în play-off-ul eliminatoriu Locul 3: Transferată în Europa Conference League |            |      |    |   |   |   |    |    |     |  |     |     |     |     |

### Grupa H
| Loc | Echipă       | Pct. | MJ | V | E | Î | GM | GP | DG |  | FER | MON | TRA | SRB |
| --- | ------------ | ---- | -- | - | - | - | -- | -- | -- |  | --- | --- | --- | --- |
| 1. | Ferencváros  | 10   | 6  | 3 | 1 | 2 | 8  | 9  | −1 |  | —   | 1–1 | 3–2 | 2–1 |
| 2. | Monaco       | 10   | 6  | 3 | 1 | 2 | 9  | 8  | +1 |  | 0–1 | —   | 3–1 | 4–1 |
| 3. | Trabzonspor  | 9    | 6  | 3 | 0 | 3 | 11 | 9  | +2 |  | 1–0 | 4–0 | —   | 2–1 |
| 4. | Steaua Roșie | 6    | 6  | 2 | 0 | 4 | 9  | 11 | −2 |  | 4–1 | 0–1 | 2–1 | —   |
| Legendă: Locul 1: Calificare în optimi Locul 2: Calificare în play-off-ul eliminatoriu Locul 3: Transferată în Europa Conference League |              |      |    |   |   |   |    |    |    |  |     |     |     |     |

1. 1 2  Ferencváros în față datorită rezultatelor directe: FER 1-1 MON; MON 0-1 FER

## Faza eliminatorie

### Echipele calificate
| Europa League | Europa League                                             | Europa League                                | Liga Campionilor | Liga Campionilor                                 |
| Grupa         | Câștigătoarele (avansează în optimi, fiind capi de serie) | Echipele de pe locul 2 (capi de serie în PE) | Grupa            | Echipele de pe locul 3 (non-capi de serie în PE) |
| ------------- | --------------------------------------------------------- | -------------------------------------------- | ---------------- | ------------------------------------------------ |
| A             | Arsenal                                                   | PSV Eindhoven                                | A                | Ajax                                             |
| B             | Fenerbahçe                                                | Rennes                                       | B                | Bayer Leverkusen                                 |
| C             | Real Betis                                                | Roma                                         | C                | Barcelona                                        |
| D             | Union Saint-Gilloise                                      | Union Berlin                                 | D                | Sporting CP                                      |
| E             | Real Sociedad                                             | Manchester United                            | E                | Red Bull Salzburg                                |
| F             | Feyenoord                                                 | Midtjylland                                  | F                | Șahtar Donețk                                    |
| G             | SC Freiburg                                               | Nantes                                       | G                | Sevilla                                          |
| H             | Ferencváros                                               | Monaco                                       | H                | Juventus                                         |

|  | Play-off eliminatoriu | Play-off eliminatoriu | Play-off eliminatoriu | Play-off eliminatoriu | Play-off eliminatoriu |  |  | Optimi de finală     | Optimi de finală     | Optimi de finală     | Optimi de finală     | Optimi de finală |   |   | Sferturi de finală | Sferturi de finală | Sferturi de finală | Sferturi de finală | Sferturi de finală |   |   | Semifinale | Semifinale | Semifinale | Semifinale | Semifinale |  |  | Finala | Finala | Finala |  |
|  |                       |                       |                       |                       |                       |  |  |                      |                      |                      |                      |                  |   |   |                    |                    |                    |                    |                    |   |   |            |            |            |            |            |  |  |        |        |        |  |
|  |                       |                       |                       |                       |                       |  |  | Juventus             | Juventus             | 1                    | 2                    | 3                |   |   |                    |                    |                    |                    |                    |   |   |            |            |            |            |            |  |  |        |        |        |  |
|  | Juventus              | Juventus              | 1                     | 3                     | 4                     |  |  | SC Freiburg          | SC Freiburg          | 0                    | 0                    | 0                |   |   |                    |                    |                    |                    |                    |   |   |            |            |            |            |            |  |  |        |        |        |  |
|  | Nantes                | Nantes                | 1                     | 0                     | 1                     |  |  |                      |                      |                      |                      |                  |   |   | Juventus           | Juventus           | 1                  | 1                  | 2                  |   |   |            |            |            |            |            |  |  |        |        |        |  |
|  |                       |                       |                       |                       |                       |  |  |                      |                      | Sporting CP          | Sporting CP          | 0                | 1 | 1 |                    |                    |                    |                    |                    |   |   |            |            |            |            |            |  |  |        |        |        |  |
|  |                       |                       |                       |                       |                       |  |  | Sporting CP          | Sporting CP          | 2                    | 1                    | 3 (5)            |   |   |                    |                    |                    |                    |                    |   |   |            |            |            |            |            |  |  |        |        |        |  |
|  | Sporting CP           | Sporting CP           | 1                     | 4                     | 5                     |  |  | Arsenal              | Arsenal              | 2                    | 1                    | 3 (3)            |   |   |                    |                    |                    |                    |                    |   |   |            |            |            |            |            |  |  |        |        |        |  |
|  | Midtjylland           | Midtjylland           | 1                     | 0                     | 1                     |  |  |                      |                      |                      |                      |                  |   |   | Juventus           | Juventus           | 1                  | 1                  | 2                  |   |   |            |            |            |            |            |  |  |        |        |        |  |
|  |                       |                       |                       |                       |                       |  |  |                      |                      |                      |                      |                  |   |   |                    |                    | Sevilla            | Sevilla            | 1                  | 2 | 3 |            |            |            |            |            |  |  |        |        |        |  |
|  |                       |                       |                       |                       |                       |  |  | Manchester United    | Manchester United    | 4                    | 1                    | 5                |   |   |                    |                    |                    |                    |                    |   |   |            |            |            |            |            |  |  |        |        |        |  |
|  | Barcelona             | Barcelona             | 2                     | 1                     | 3                     |  |  | Real Betis           | Real Betis           | 1                    | 0                    | 1                |   |   |                    |                    |                    |                    |                    |   |   |            |            |            |            |            |  |  |        |        |        |  |
|  | Manchester United     | Manchester United     | 2                     | 2                     | 4                     |  |  |                      |                      |                      |                      |                  |   |   | Manchester United  | Manchester United  | 2                  | 0                  | 2                  |   |   |            |            |            |            |            |  |  |        |        |        |  |
|  |                       |                       |                       |                       |                       |  |  |                      |                      | Sevilla              | Sevilla              | 2                | 3 | 5 |                    |                    |                    |                    |                    |   |   |            |            |            |            |            |  |  |        |        |        |  |
|  |                       |                       |                       |                       |                       |  |  | Sevilla              | Sevilla              | 2                    | 0                    | 2                |   |   |                    |                    |                    |                    |                    |   |   |            |            |            |            |            |  |  |        |        |        |  |
|  | Sevilla               | Sevilla               | 3                     | 0                     | 3                     |  |  | Fenerbahçe           | Fenerbahçe           | 0                    | 1                    | 1                |   |   |                    |                    |                    |                    |                    |   |   |            |            |            |            |            |  |  |        |        |        |  |
|  | PSV Eindhoven         | PSV Eindhoven         | 0                     | 2                     | 2                     |  |  |                      |                      |                      |                      |                  |   |   | Sevilla            | Sevilla            | 1 (4)              |                    |                    |   |   |            |            |            |            |            |  |  |        |        |        |  |
|  |                       |                       |                       |                       |                       |  |  |                      |                      |                      |                      |                  |   |   |                    |                    |                    |                    |                    |   |   |            |            | Roma       | Roma       | 1 (1)      |  |  |        |        |        |  |
|  |                       |                       |                       |                       |                       |  |  | Shakhtar Donetsk     | Shakhtar Donetsk     | 1                    | 1                    | 2                |   |   |                    |                    |                    |                    |                    |   |   |            |            |            |            |            |  |  |        |        |        |  |
|  | Shakhtar Donetsk      | Shakhtar Donetsk      | 2                     | 1                     | 3 (5)                 |  |  | Feyenoord            | Feyenoord            | 1                    | 7                    | 8                |   |   |                    |                    |                    |                    |                    |   |   |            |            |            |            |            |  |  |        |        |        |  |
|  | Rennes                | Rennes                | 1                     | 2                     | 3 (4)                 |  |  |                      |                      |                      |                      |                  |   |   | Feyenoord          | Feyenoord          | 1                  | 1                  | 2                  |   |   |            |            |            |            |            |  |  |        |        |        |  |
|  |                       |                       |                       |                       |                       |  |  |                      |                      | Roma                 | Roma                 | 0                | 4 | 4 |                    |                    |                    |                    |                    |   |   |            |            |            |            |            |  |  |        |        |        |  |
|  |                       |                       |                       |                       |                       |  |  | Roma                 | Roma                 | 2                    | 0                    | 2                |   |   |                    |                    |                    |                    |                    |   |   |            |            |            |            |            |  |  |        |        |        |  |
|  | Red Bull Salzburg     | Red Bull Salzburg     | 1                     | 0                     | 1                     |  |  | Real Sociedad        | Real Sociedad        | 0                    | 0                    | 0                |   |   |                    |                    |                    |                    |                    |   |   |            |            |            |            |            |  |  |        |        |        |  |
|  | Roma                  | Roma                  | 0                     | 2                     | 2                     |  |  |                      |                      |                      |                      |                  |   |   | Roma               | Roma               | 1                  | 0                  | 1                  |   |   |            |            |            |            |            |  |  |        |        |        |  |
|  |                       |                       |                       |                       |                       |  |  |                      |                      |                      |                      |                  |   |   |                    |                    | Bayer Leverkusen   | Bayer Leverkusen   | 0                  | 0 | 0 |            |            |            |            |            |  |  |        |        |        |  |
|  |                       |                       |                       |                       |                       |  |  | Bayer Leverkusen     | Bayer Leverkusen     | 2                    | 2                    | 4                |   |   |                    |                    |                    |                    |                    |   |   |            |            |            |            |            |  |  |        |        |        |  |
|  | Bayer Leverkusen      | Bayer Leverkusen      | 2                     | 3                     | 5 (5)                 |  |  | Ferencváros          | Ferencváros          | 0                    | 0                    | 0                |   |   |                    |                    |                    |                    |                    |   |   |            |            |            |            |            |  |  |        |        |        |  |
|  | Monaco                | Monaco                | 3                     | 2                     | 5 (3)                 |  |  |                      |                      |                      |                      |                  |   |   | Bayer Leverkusen   | Bayer Leverkusen   | 1                  | 4                  | 5                  |   |   |            |            |            |            |            |  |  |        |        |        |  |
|  |                       |                       |                       |                       |                       |  |  |                      |                      | Union Saint-Gilloise | Union Saint-Gilloise | 1                | 1 | 2 |                    |                    |                    |                    |                    |   |   |            |            |            |            |            |  |  |        |        |        |  |
|  |                       |                       |                       |                       |                       |  |  | Union Berlin         | Union Berlin         | 3                    | 0                    | 3                |   |   |                    |                    |                    |                    |                    |   |   |            |            |            |            |            |  |  |        |        |        |  |
|  | Ajax                  | Ajax                  | 0                     | 1                     | 1                     |  |  | Union Saint-Gilloise | Union Saint-Gilloise | 3                    | 3                    | 6                |   |   |                    |                    |                    |                    |                    |   |   |            |            |            |            |            |  |  |        |        |        |  |
|  | Union Berlin          | Union Berlin          | 0                     | 3                     | 3                     |  |  |                      |                      |                      |                      |                  |   |   |                    |                    |                    |                    |                    |   |   |            |            |            |            |            |  |  |        |        |        |  |

### Play-off eliminatoriu
| Echipa 1          | Scor gen. | Echipa 2          | Tur   | Retur |
| ----------------- | --------- | ----------------- | ----- | ----- |
| Barcelona         | 3 – 4     | Manchester United | 2 – 2 | 1 – 2 |
| Juventus          | 4 – 1     | Nantes            | 1 – 1 | 3 – 0 |
| Sporting CP       | 5 – 1     | Midtjylland       | 1 – 1 | 4 – 0 |
| Șahtar Donețk     | 4 – 3     | Rennes            | 2 – 1 | 2 – 2 |
| Ajax              | 1 – 3     | Union Berlin      | 0 – 0 | 1 – 3 |
| Bayer Leverkusen  | 6 – 5     | Monaco            | 2 – 3 | 4 – 2 |
| Sevilla           | 3 – 2     | PSV Eindhoven     | 3 – 0 | 0 – 2 |
| Red Bull Salzburg | 1 – 2     | Roma              | 1 – 0 | 0 – 2 |

### Optimi de finală

#### Echipele calificate în optimile de finală
| Câștigătoarele grupelor (capi de serie) - Union Saint-Gilloise - Arsenal - SC Freiburg - Ferencváros - Feyenoord - Real Betis - Real Sociedad - Fenerbahçe | Echipele calificate în urma play-off-ului eliminatoriu (non-capi de serie) - Manchester United - Bayer Leverkusen - Union Berlin - Juventus - Roma - Sporting CP - Sevilla - Șahtior Donețk |

| Echipa 1          | Scor gen.   | Echipa 2             | Tur | Retur                 |
| ----------------- | ----------- | -------------------- | --- | --------------------- |
| Union Berlin      | 3–6         | Union Saint-Gilloise | 3–3 | 0–3                   |
| Sevilla           | 2–1         | Fenerbahçe           | 2–0 | 0–1                   |
| Juventus          | 3–0         | SC Freiburg          | 1–0 | 2–0                   |
| Bayer Leverkusen  | 4–0         | Ferencváros          | 2–0 | 2–0                   |
| Sporting CP       | 3–3 (5–3 p) | Arsenal              | 2–2 | 1–1 (după prelungiri) |
| Manchester United | 5–1         | Real Betis           | 4–1 | 1–0                   |
| Roma              | 2–0         | Real Sociedad        | 2–0 | 0–0                   |
| Shakhtar Donetsk  | 2–8         | Feyenoord            | 1–1 | 1–7                   |

### Sferturi de finală
| Echipa 1          | Scor gen. | Echipa 2             | Tur | Retur                 |
| ----------------- | --------- | -------------------- | --- | --------------------- |
| Manchester United | 2–5       | Sevilla              | 2–2 | 0–3                   |
| Juventus          | 2–1       | Sporting CP          | 1–0 | 1–1                   |
| Bayer Leverkusen  | 5–2       | Union Saint-Gilloise | 1–1 | 4–1                   |
| Feyenoord         | 2–4       | Roma                 | 1–0 | 1–4 (după prelungiri) |

### Semifinale
| Echipa 1 | Scor gen. | Echipa 2         | Tur | Retur |
| -------- | --------- | ---------------- | --- | ----- |
| Juventus | 2–3       | Sevilla          | 1–1 | 1–2   |
| Roma     | 1–0       | Bayer Leverkusen | 1–0 | 0–0   |

### Finala
| Sevilla                               | 1 - 1 ( 4 - 1 la penaly-uri ) | Roma                  |
| ------------------------------------- | ----------------------------- | --------------------- |
| Gianluca Mancini - min 53 ( autogol ) |                               | Paulo Dybala - min 34 |